# ديفيد براون (لاعب كريكت بريطاني)
ديفيد براون (14 يونيو 1941 في المملكة المتحدة - 11 مارس 2011 في المملكة المتحدة) (بالإنجليزية: David Brown)‏ هو لاعب كريكت بريطاني. شارك مع منتخب اسكتلندا الوطني للكريكت.

## وصلات خارجية
- ديفيد براون على موقع إي آس بي آن كريك إنفو (الإنجليزية)